# Josef Müller-Marein
Josef Müller-Marein (* 12. September 1907 in Marienheide; † 17. Oktober 1981 in Thimory bei Lorris, Frankreich) war ein deutscher Journalist und Schriftsteller. Von 1957 bis 1968 war er Chefredakteur der Wochenzeitung Die Zeit. Im Zeit-Feuilleton schrieb er unter dem Pseudonym „Jan Molitor“.

## Leben und Werk
Aufgewachsen in Köln, studierte er in Frankfurt am Main und Berlin, laut Selbstaussage „neben Musik- und Theaterwissenschaft, neben einem Wenigen an Literatur und Psychologie die Ausübung von Musik“.
Ab 1932 war Müller-Marein mit dem Vornamen Jupp Mitarbeiter der Verlage Ullstein und Scherl, die 1937 bzw. 1943 vom nationalsozialistischen Eher-Verlag übernommen wurden. Bis zu ihrer Einstellung 1934 war er auch Musikkritiker für die Vossische Zeitung. Seit 1934 arbeitete er für die Scherl-Tageszeitung Berliner Lokal-Anzeiger. Daneben schrieb Müller-Marein für dezidiert nationalsozialistische Zeitungen, den Völkischen Beobachter und die Wochenzeitung „Das Reich“. Während des Zweiten Weltkrieges war er Offizier bei der Luftwaffe. 1943–1944 arbeitete er dort als Kriegsberichterstatter.
Sein Buch Hölle über Frankreich. Unsere Luftgeschwader im Angriff mit „schwülstigen und linientreuen Schilderungen“ erschien 1940, später veröffentlichte er in der Kriegsbücherei der deutschen Jugend das illustrierte Heft Panzer stoßen zum Meer.
In Kriegsgefangenschaft versuchte Müller-Marein sich 1945 kurzzeitig als Kapellmeister an einer britischen Soldatenbühne in Lübeck. 1946 wurde er als anfangs einziger professioneller Journalist Reporter der Wochenzeitung Die Zeit. Unter dem Pseudonym Jan Molitor erscheinen dort seine kritischen Reportagen. Einige Reportagen veröffentlichte er unter dem Titel Cavalcade (1948).
1954 entließ der Chefredakteur Richard Tüngel Müller-Marein, weil er gegen seinen reaktionären Kurs opponiert hatte. Dabei hatte er u. a. ohne Erlaubnis einen kritischen Kommentar des NWDR-Korrespondenten Peter von Zahn über den umstrittenen republikanischen Senator Joseph McCarthy ins Blatt gerückt. 1957 wurde Müller-Marein zum Nachfolger des politisch umstrittenen Tüngel. In den Jahren bis 1968, in denen Müller-Marein das Blatt leitet, macht er es zur bedeutendsten liberal geprägten Wochenzeitung Deutschlands. Er steigerte die gedruckte Auflage von 48.000 auf knapp 300.000 Exemplare. 1968 übergab er die Chefredaktion an Marion Gräfin Dönhoff. Als Autor und Kolumnist blieb Müller-Marein der Zeit erhalten.
Als heiterer Essayist zeigte er sich u. a. in Deutschland, deine Westfalen (1972). Auch veröffentlichte Müller-Marein Landschafts- und Landesbetrachtungen (auch seiner zweiten Heimat Frankreich) in Tagebuchform und humorvolle Balladen (Wer zweimal in die Tüte bläst, 1967).
Zusätzliche Bekanntheit erlangte Müller-Marein durch die von ihm betreuten Selbstporträts berühmter Künstler, zunächst im Hörfunk, später innerhalb der Schallplattenreihe Erzähltes Leben und im Fernsehen. Mit der Groteske Der Entenprozess (1961) hatte er einen Bestseller.
Müller-Marein moderierte 1957 die ersten Sendungen des TV-Magazins Panorama. 1970 unterstützte er die Gründung des Zeit-Magazins.

## Veröffentlichungen (Auswahl)
- Hölle über Frankreich. Unsere Luftgeschwader im Angriff. Steiniger, Berlin 1940.
- Panzer stoßen zum Meer. Die Tankschlacht vor Namur und der Vormarsch durch Frankreich. Textzeichnungen Wilhelm Baitz (= Kriegsbücherei der deutschen Jugend, Heft 52). Steiniger, Berlin [1941].
- Cavalcade 1947. Dulk, Hamburg 1948.
- Der Entenprozess - eine Groteske. Mit 23 Zeichnungen von Paul Flora,  Nannen, Hamburg 1961.
- Deutschland im Jahre 1 - Panorama 1946 - 1948. Nannen, Hamburg 1960, ISBN 978-3-921909-87-4.
- Tagebuch aus dem Westen. Wegner, Hamburg 1963.
- Wer zweimal in die Tüte bläst : Ballade vom Einsitzen. Mit 30 Zeichnungen von Paul Flora. Wegner, Hamburg 1967; als Taschenbuch Rowohlt, Reinbek 1969.
- Mit Catherine Krahmer: 25mal Frankreich. Piper, München u. a. 1977.
  - 21mal Frankreich. überarbeitete und aktualisierte 5. Auflage, Piper, München u. a. 1989
- Mit Hannes Reinhardt: Das musikalische Selbstportrait von Komponisten, Dirigenten, Instrumentalisten, Sängerinnen und Sängern unserer Zeit. Nannen Verlag, Hamburg 1963 (mit Diskografie S. 461–497; mit 55 Fotos auf 32 Kunstdrucktafelnvon Elfriede Broneder u. a.).